# The Walk
The Walk is een Amerikaanse biografische film uit 2015, geregisseerd door Robert Zemeckis. De film is gebaseerd op het waargebeurde verhaal van de Franse koorddanser Philippe Petit en zijn autobiografie To Reach the Clouds.

## Verhaal
Koorddanser Philippe Petit is altijd bezig met gevaarlijke stunts op het koord op grote hoogte. Op 7 augustus 1974 loopt hij op World Trade Center van New York op 417 meter hoogte op een stalen kabel van de South Tower naar de North Tower zonder beveiligingen aan zijn lijf.

## Rolverdeling
| Acteur               | Personage      |
| -------------------- | -------------- |
| Joseph Gordon-Levitt | Philippe Petit |
| Ben Kingsley         | Papa Rudy      |
| Charlotte Le Bon     | Annie Allix    |
| James Badge Dale     | Jean-Prierre   |

## Achtergrond
In januari 2014 werd door Robert Zemeckis bekendgemaakt dat hij een film zou regisseren gebaseerd op de stunt van de Franse koorddanser Philippe Petit op het WTC in New York in 1974. Een maand later werd bevestigd dat Joseph Gordon-Levitt de hoofdrol van Petit op zich zou nemen. In april 2014 werden Ben Kingsley, Charlotte Le Bon en James Badge Dale toegevoegd aan de cast. Opnames vonden plaats in Montreal op 26 mei 2014 en werden afgerond op 6 augustus 2014. Joseph Gordon-Levitt kreeg voor de opnames aanwijzingen van Philippe Petit zelf, voor het oefenen van de stunt.
De première vond plaats op 26 september 2015 op het filmfestival van New York. In de Verenigde Staten werd de film op 30 september 2015 uitgebracht in IMAX 3D. Ook zal de film in 2D en 3D worden vrijgegeven.

## Trivia
- In de film zit een fout die verband houdt met de Twin Towers. Op de North Tower staat namelijk de 110,7 meter hoge radio- en televisieantenne, maar dit was nog niet het geval in 1974.[1]